# Turnix melanogaster
El torillo pechinegro, torillo de pecho negro o torillo pecho negro (Turnix melanogaster) es una especie de ave turniciforme de la familia Turnicidae endémica del este de Australia, donde generalmente se encuentra en las selvas húmedas. Ambos sexos tienen un plumaje moteado en el que se entremezclan el negro, el blanco y distintos tonos de pardo, pero la hembra es de mayor tamaño que el macho y tiene más extensión de negro en el rostro y la garganta.

## Taxonomía
El torillo pechinegro fue descrito científicamente por el ornitólogo inglés John Gould en 1837 con el nombre de Hemipodius melanogaster. Su nombre científico deriva de los términos griegos melano- «negro», y gaster «vientre».
A pesar de sus semejanzas externas, los torillos no están emparentados con las perdices y codornices. Tradicionalmente se clasificaban dentro del orden Gruiformes, pero los análisis genéticos mostraron que proceden de un linaje antiguo escindido de Charadriiformes.

## Descripción
El torillo pechinegro es un ave robusta, de hábitos principalmente terrestres y de cola corta. Su plumaje es principalmente veteado en negro, pardo y castaño rojizo, con motas y listas blanquecinass, y tiene los ojos blancos. Como en otras especies de torillos las hembras son más grandes y tienen plumajes más llamativos que los machos. Las hembras miden hasta 20 cm de largo y tienen el rostro y la garganta negros, salpicados por finas motas blancas. Los machos alcanzan hasta 19 cm y carecen de las marcas negras de la cara y garganta.
Las hembras emiten una llamada aguda de tipo oom call.

## Distribución y hábitat
Se encuentra únicamente en las regiones costeras del este de Australia, desde Hervey Bay en Queensland hasta el extremo noreste de Nueva Gales del Sur. Es escaso y su hábitat está fragmentado. Habita en las selvas húmedas y zonas cercanas, además de las plantaciones de pino de Bahía Moreton (Araucaria cunninghamii), y los matorrales de lantana. Se encuentra en el parque nacional Palmagrove, que por ello es identificado por BirdLife International como un área importante para la conservación de las aves.
En otro tiempo el torillo pechinegro era abundante en Inskip Point, cerca de isla Fraser, pero sufrió la depredación de los dingos y perros asilvestrados hasta casi desaparecer.

## Estado de conservación
La especie estuvo clasificada como vulnerable hasta 2012, cuando pasó a la clasificación de especie casi amenazada. La mayoría de los reductos de hábitat natural del torillo pechinegro han sido talados y sus poblaciones se encuentran fragmentadas. Se estima que la población es de unas 2500 parejas reproductoras y está en declive. Se clasifica como vulnerable en Queensland.

## Reproducción
En los torillos los roles sexuales habituales en las aves están intercambiados. Las hembras son más grandes y son de tonos más llamativos y se aparean con múltiples machos, a los que dejan la incubación de los huevos y el cuidado de los polluelos. Crían una o dos nidadas cada año, y anidan en pequeñas depresiones del terreno despejadas de la tierra y la hojarasca y recubiertas con vegetación seca. Ponen entre tres y cuatro huevos blanquecino grisáceos brillantes salpicados de motas negruzcas y violáceas, que miden 28 mm x 23 mm.